# جائزة ميغيل إندوراين 2015
جائزة ميغيل إندوراين 2015 (بالإسبانية: Gran Premio Miguel Indurain 2015 )‏ هو سباق دراجات هوائية، وهو الموسم رقم 66 من نفس السباق، وأقيم في 4 أبريل 2015، وامتدّ لمسافة 192.7 كيلومتر، وهو أحد سباقات طواف أوروبا للدراجات 2015، وهو من نوع سباق يوم واحد وهو من نوع سباق الدراجات، وقد شارك في السباق 123 متسابقاً، ووصل إلى نهايته 85 متسابقاً.
فاز فيه بالمركز الأول آنخيل بيثيسو، وبالمركز الثاني جون ازقيراي، وبالمركز الثالث بنات انساوستي.

## الفرق
| فرق عالمية (3)- Cannondale-Garmin - Katusha - Movistar Team فرق قارية محترفة (2)- كاجا رورال-سيغوروس 2015 ‏ - تيم نوفو نورديسك ‏ فرق قارية (10)- Klein Constantia (cycling team) ‏ - برجس بي إتش 2015 ‏ - Inteja Dominican Cycling Team ‏ - Java–Partizan Pro Cycling Team ‏ - Lokosphinx ‏ - موسم يوسكادي مورياس 2015 ‏ - Rádio Popular–Paredes–Boavista ‏ - Skydive Dubai–Al Ahli Pro Cycling Team ‏ - ستارت سايكلنج تيم ‏ - W52–FC Porto ‏ فريق وطني- منتخب إسبانيا لسباق الدراجات على الطريق للرجال تحت 23 سنة 2015 ‏ |  |
| |  |

## وصلات خارجية
- الموقع الرسمي
- جائزة ميغيل إندوراين 2015 على موقع إحصائيات الدراجات الإحترافية (الإنجليزية)